# Bienhornschanze

Das System Pfaffendorfer Höhe auf der rechten Rheinseite mit der Bienhornschanze (unten links)

Die Bienhornschanze war Teil der preußischen Festung Koblenz und gehörte zum System Pfaffendorfer Höhe. Von der 1859 erbauten und 1920 geschleiften Schanze ist im heutigen Koblenzer Stadtteil Asterstein oberirdisch nichts mehr erhalten.

## Geschichte
Die Bienhornschanze wurde im Jahr 1859 im Südwesten des Forts Rheinhell als reines Erdwerk erbaut. Die Schanze erhielt den Grundriss einer stark abgestumpften Flesche, deren Front südöstlich ausgerichtet war. Das von einem ca. 6,3 Meter tiefen Graben umgebene Werk war ca. 109 Meter lang und hatte eine ca. 8,5 Meter hohe Feuerlinie. In der Kehle wurde ein Holzblockhaus als Reduit errichtet. Zusammen mit dem System Feste Kaiser Alexander wurde auch die Bienhornschanze 1903 aufgegeben und in der Folgezeit an die Gemeinde Pfaffendorf verpachtet.
Das Werk musste nach dem Ersten Weltkrieg wie auch die anderen Koblenzer Festungswerke in Ausführung des Artikels 180 des Versailler Vertrags entfestigt werden. Da die Schanze schon in der Zeit von Mitte Juli bis Mitte Oktober 1920 eingeebnet wurde, war sie das einzige Festungswerk der rechten Rheinseite, das bereits in der ersten Entfestigungsphase (1920–1922) beseitigt werden musste. Erhalten blieb lediglich die zum Werk führende Wasserleitung, die bereits zur Versorgung der hier vorhandenen Häuser diente und spätere Neubauten an das Wassernetz anschließen sollte. Heute erinnert nur noch ein Straßenname an die Schanze, Reste der Festungsanlage sind nicht mehr vorhanden.

## Namensgebung
Dank des sich innen rechtwinklig biegenden Bachtales, hornartig geformt, hatte das unterhalb der Bienhornschanze gelegene Tal um 1600 von der Pfaffendorfer Bevölkerung den Namen „Binnhorn“, innen gelegenes Horn, (also hochsprachlich: Binnenhorn) erhalten. Die Militärs übernahmen den Flurnamen für ihre Befestigung und verschriftlichten ihn in "Bienhorn".